# 學甲天主堂
學甲天主堂是臺灣臺南市學甲區的一間天主教會，其位於新達里境內，初期時是方濟會士楊森神父以租屋方式開始傳教，並且也聘請男女傳道員至教會協助展開傳福音工作。此外，天主堂初始建的築物是由德國的建築師戈特弗里德·伯姆所設計。

## 教會簡史
為將宗教推廣予聚落庄民，1960年方濟會士(楊森神父)便來此傳教，初始先是以租屋形式用來作為宣教場地，並且又聘請一些傳道員前來宣教，一開始在楊森神父帶領下教會漸漸地受到庄民們的認同，直到1967年楊神父離開時已有近100人領洗。
之後歷經梅義、張俊哲、郭百濤、董玉文等神父接管教務，然而其後教務的推廣都並不順利，進教堂聽道的信眾日漸減少。1971年9月起教堂便交由教區管理，此時主教任命李惟添神父接任學甲天主堂並兼管北門教會。1996年瑪利諾會士甘惠忠神父，奉旨籌設財團法人天主教伯利恆文教基金會，1997年伯利恆文教基金會正式成立，並且基金會與聖堂在同場域運作。
2007年5月教區為利於管理方便，聖堂部分委由基金會負責維護，而在2010年年甘惠忠神父有鑑於聖堂的建物已日益頹圮，於是便開始籌劃整修，2012年2月教堂整修後復又重新啟用。

## 建築特色
學甲天主堂聖堂是德國建築師戈特弗里德·伯姆設計，他曾為臺南菁寮與學甲地區設計了兩座教堂。波姆利用華蓋結構、玻璃牆與迴廊等強調出聖祭禮、洗禮與會眾共體的意義與重要性，傳達宗教信仰的象徵與內涵，件聖堂設計清楚呈現出波姆父子作品中的承傳與創新、德國現代教堂建築的演變、宗教禮儀改革運動的精神，以及梵二公會對教堂建築的影，而學甲天主堂是波姆設計的最後一件作品。

## 基金會
伯利恆社會福利基金會是1997年由甘惠忠神父所創立，基金會主要是為臺南地區的發展遲緩嬰幼兒，與其家人進行服務與關懷的公益事業。

## 圖集

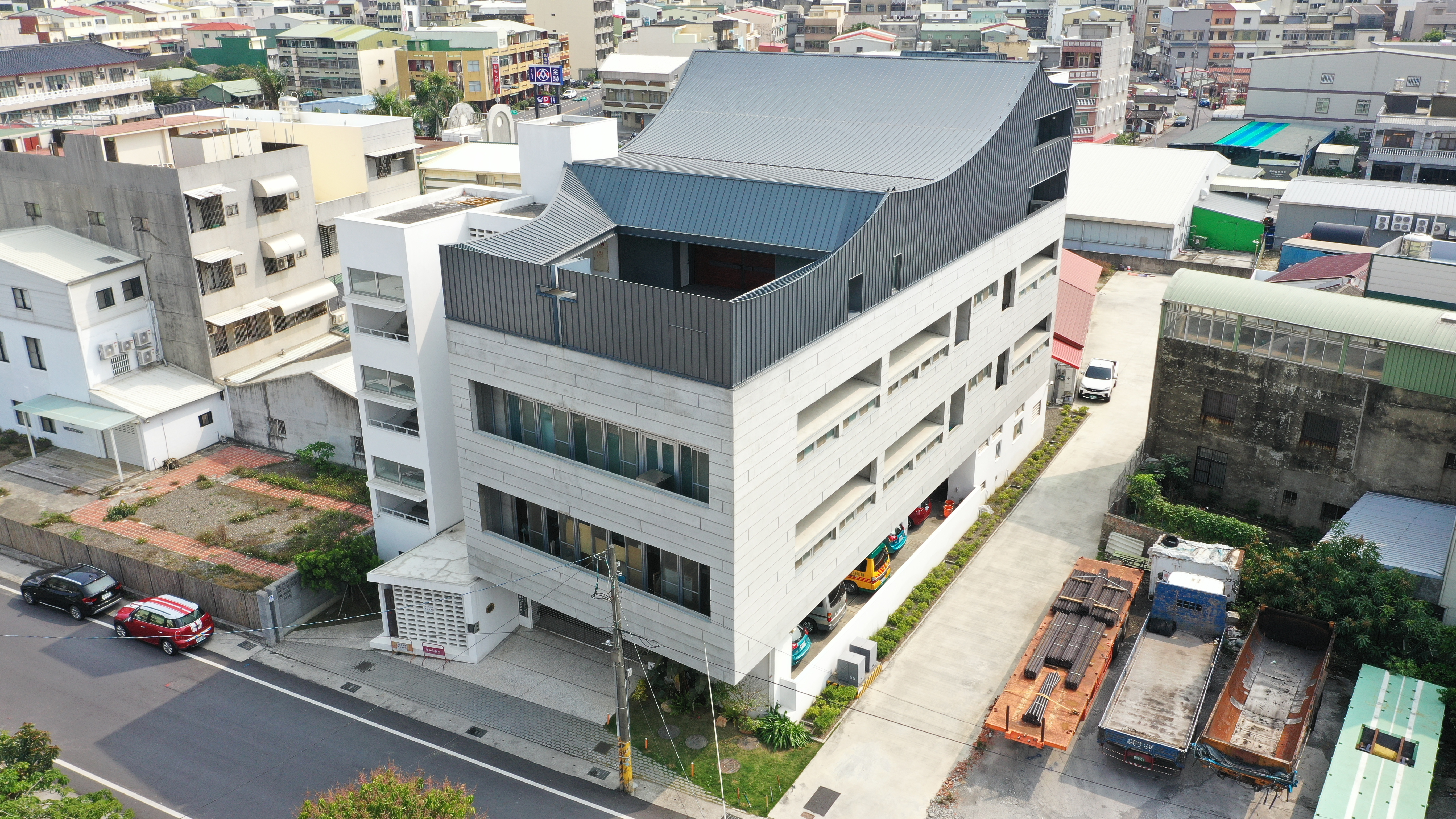
學甲天主堂-側面空照
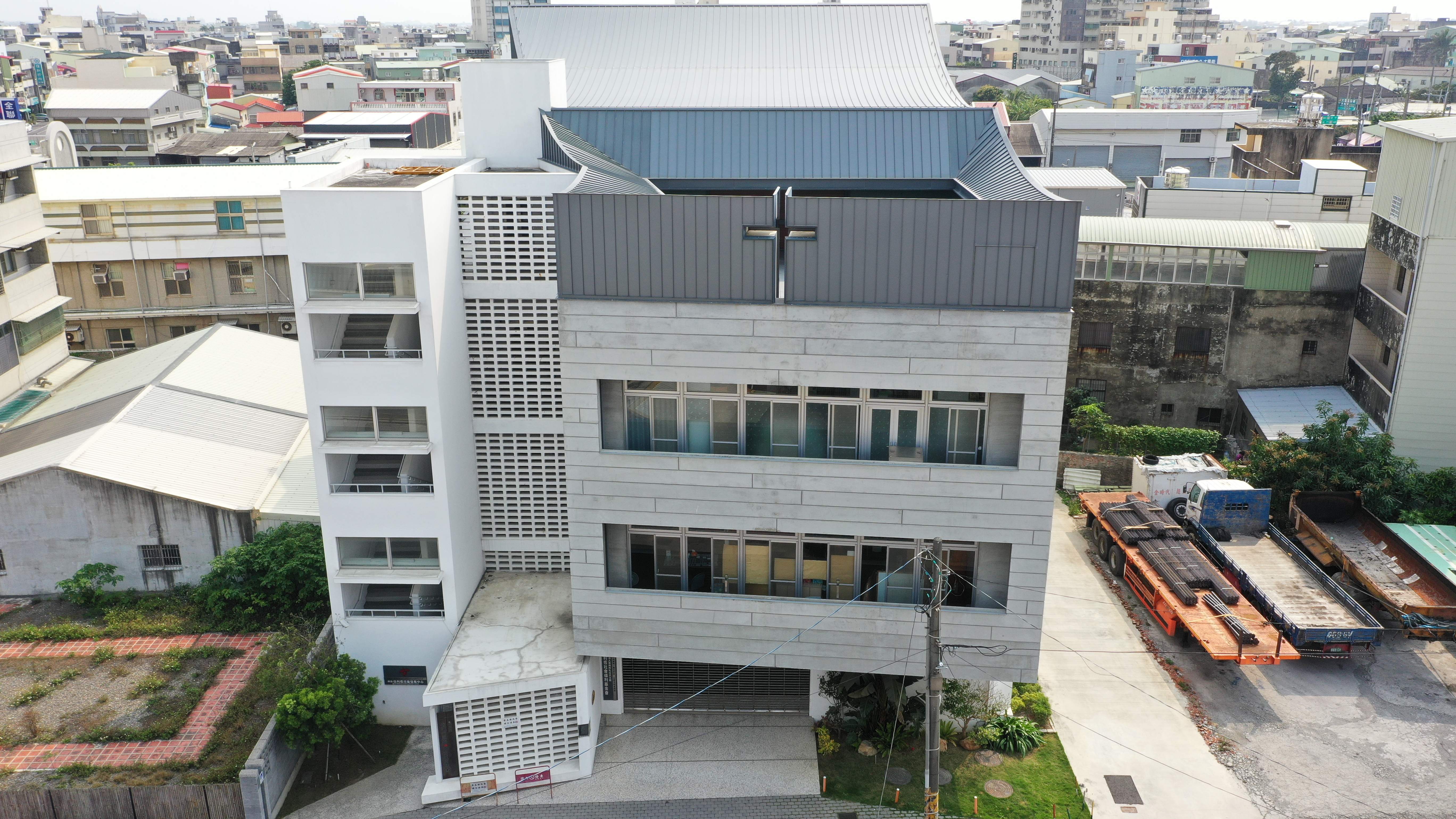
學甲天主堂 -十字架
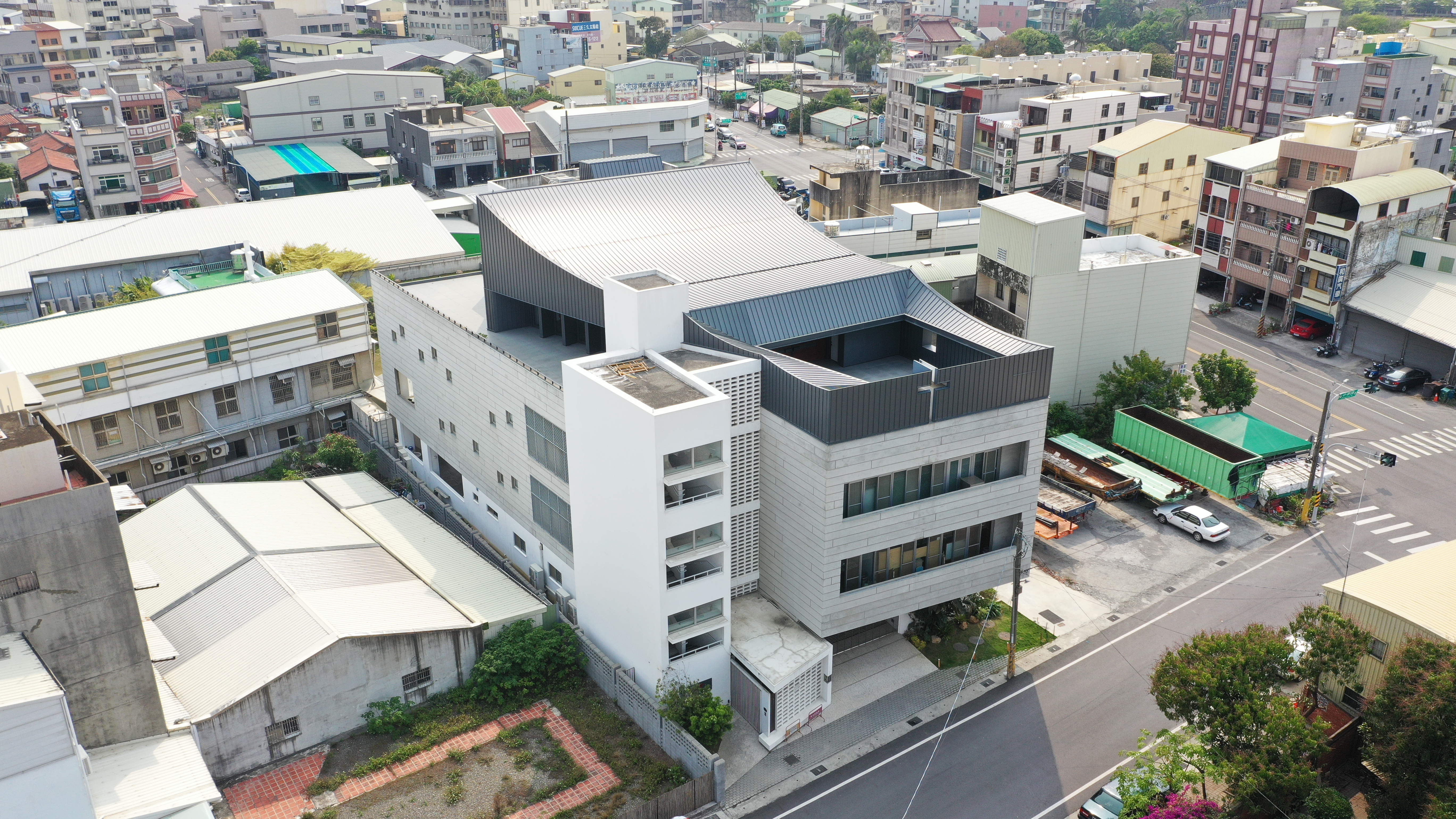
學甲天主堂 -全景空照